# Museu dos Terceiros

O Museu dos Terceiros é um museu de arte sacra situado na vila de Ponte de Lima, em Portugal. O museu está instalado no conjunto constituído pela Igreja de Santo António dos Frades, pela Igreja da Ordem Terceira de São Francisco e edifícios anexos, tendo sido inaugurado em 30 de abril de 1977.
O seu acervo reúne, preserva e expõe parte do espólio de arte sacra existente em Ponte de Lima. Na década de 1980 foi organizado um espaço expositivo onde pode ser apreciado material arqueológico, proveniente de escavações efetuadas no município de Ponte de Lima e arredores.[carece de fontes?]